# 網尻郡

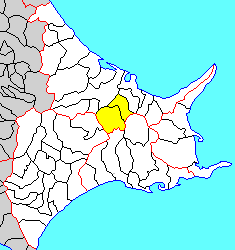
北海道網尻郡の位置（黄：明治期）

網尻郡（あばしりぐん）は、北海道（釧路国）にあった郡。

## 郡域
1879年（明治12年）に行政区画として発足した当時の郡域は、現在の網走郡美幌町・津別町にあたる。

## 歴史

### 郡発足までの沿革
江戸時代の網尻郡域は、松前藩によって開かれたクスリ場所に含まれた。
江戸時代後期、網尻郡域は東蝦夷地に属していた。国防のため寛政11年網尻郡域は天領とされた。文化5年から文化7年にかけて白糠在勤の幕吏・大塚忽太郎の指揮で白糠郡庶路から阿寒郡を通り、網走川沿いを下流に向かいニマンベツを通って、北見国網走郡の新栗履（にくりばけ、今の網走市藻琴）に至る46里（180.7km）の道が開削された。この道は網走越（国道240号の前身）と呼ばれ、留萌など西蝦夷地の各場所に馬を配置する際などにも利用された。文政4年には一旦松前藩領に復したものの、安政2年再び天領となり仙台藩が警固をおこなった。戊辰戦争（箱館戦争）終結直後の1869年、大宝律令の国郡里制を踏襲して釧路国に網尻郡が置かれた。

### 郡発足以降の沿革
- 明治2年
  - 8月15日（1869年9月20日） - 北海道で国郡里制が施行され、釧路国および網尻郡が設置される。開拓使が管轄。
  - 8月28日（1869年10月3日） - 広島藩の領地となる（北海道の分領支配）。
- 明治3年10月 - 再び開拓使の管轄となる。
- 明治5年
  - 4月9日（1872年5月15日） - 全国一律に戸長・副戸長を設置（大区小区制）。
  - 10月10日（1872年11月10日） - 4月に設置された区を大区と改称し、その下に旧来の町村をいくつかまとめて小区を設置（大区小区制）。
  - 同年、ビホロ村、ケネタンペ村、フレメム村、カックミ村、タツコフ村、ポンキキン村が成立。
- 明治8年（1875年）- 各村名に漢字を当て、美幌村、杵端辺村、古梅村、活汲村、達媚村、翻木禽村とする。
- 明治9年（1876年）9月 - 従来開拓使において随意定めた大小区画を廃し、新たに全道を30の大区に分ち、大区の下に166の小区を設けた。

- 第24大区
  - 7小区 ： 美幌村、杵端辺村、古梅村、活汲村、達媚村、翻木禽村

- 明治12年（1879年）7月23日 - 郡区町村編制法の北海道での施行により、行政区画としての網尻郡が発足。
- 明治13年（1880年）7月 - 厚岸郡外六郡役所（厚岸釧路白糠阿寒足寄川上網尻郡役所）の管轄となる。
- 明治14年（1881年）7月8日 - 北見国網走郡に編入。同日網尻郡廃止。